# 大阪市立南港緑小学校
大阪市立南港緑小学校（おおさかしりつ なんこうみどり しょうがっこう）は、大阪府大阪市住之江区（咲洲）にあった公立小学校。
南港ポートタウンで2番目の小学校として、1980年に大阪市立南港光小学校より分離開校した。地域の諸団体と連携し、老人会との交流や田植え体験活動などを実施していた。
児童数減少の影響に伴い、近隣の南港渚小学校と統合して、南港南中学校と小中一貫の南港みなみ小学校に改編され、2018年3月に閉校した。

## 沿革
- 1980年4月1日 - 大阪市立南港緑小学校として開校。当初は大阪市立南港光小学校に仮校舎を設置。
- 1980年8月25日 - 現在地に校舎竣工、移転。
- 1980年9月1日 - 現在地での授業を開始。
- 1981年2月23日 - 校歌・校章制定。
- 1982年4月1日 - 大阪市立南港渚小学校を分離。
- 2018年3月31日 - 閉校。

## 跡地
跡地には2019年に大阪市立水都国際中学校・高等学校（2022年以降は大阪府立水都国際中学校・高等学校）が開校し、南港緑小学校校地は東学舎となった。校舎は解体され、グラウンドとして活用されている。

## 通学区域
- 大阪市住之江区 南港中1丁目・2丁目、南港東5丁目。

卒業生は大阪市立南港南中学校に進学する。

## 交通
- ニュートラム ポートタウン東駅 南へ約600m。
- ニュートラム ポートタウン西駅 南東へ約800m。

## 出身者
- 林丹丹 - 元タレント・女優（小学校4年時まで在籍。卒業生ではない。）